# Jan Zabeil
Jan Zabeil (ur. 1981 w Berlinie) – niemiecki reżyser, scenarzysta i operator filmowy.

## Kariera
Urodził się w Berlinie w 1981 roku. W pierwszej dekadzie XX wieku kręcił filmy dokumentalne. W 2011 wyreżyserował film fabularny o mężczyźnie, który zgubił się wśród bagien Botswany: O rzece, która była człowiekiem, w głównej roli obsadzając Alexandra Fehlinga. Obraz był nagradzany w Niemczech. W San Sebastián Zabeil otrzymał nagrodę na najlepszego nowego reżysera. W 2017 nakręcił Trzy szczyty, po raz kolejny angażując do roli głównej Alexandra Fehlinga. U jego boku wystąpiła Bérénice Bejo. Film nagradzano na międzynarodowych festiwalach. Reżyser otrzymał w Hof nagrodę dla nowego talentu w kinie niemieckim.
W Polsce nominowano do nagrody podczas Międzynarodowego Konkursu Filmów Krótkometrażowych na Tofifest w 2015 roku film krótkometrażowy Zabeilego We Will Stay in Touch about It. W 2010 filmowiec był autorem zdjęć do filmu Magda o Magdalenie Grodzkiej-Gużkowskiej, bohaterce powstania warszawskiego. Obraz wyreżyserowała Irma Stelmach.